# Science and Public Policy Institute
Das Science and Public Policy Institute (SPPI) ist ein kleiner Think Tank, der sich auf die Klimawandelleugnung spezialisiert hat. Die Organisation wird als ein Imitat von Frontiers of Freedom beschrieben, die mit einem Gründungszuschuss des Ölkonzerns Exxon gegründet wurde. Leitender politischer Berater ist Christopher Monckton.
Gemäß Selbstdarstellung auf der Website stellt die Organisation „Forschungs- und Bildungsmaterialien zur Verfügung, die einer soliden öffentlichen Politik auf der Grundlage solider wissenschaftlicher Erkenntnisse gewidmet sind.“
Das von Greenpeace aufgelegte Projekt ExxonSecrets nennt neben Monckton  als Schlüsselfiguren der Organisation Willie Soon (ehemals), Bob Carter, William Kininmonth, Craig Idso, Joe D’Aleo, David R. Legates, Joanne  Nova und David  Evans als Schlüsselpersonal der Organisation.
2007 finanzierte das Science and Public Policy Institute einen klimaskeptischen Film mit dem Titel Apocalypse No!, den Monckton produzierte, um ihn zusammen mit dem ähnlich ausgerichteten The Great Global Warming Swindle an britischen Schulen zu verteilen, wo beide zusammen als Gegengewicht zum von Al Gore produzierten Film Eine unbequeme Wahrheit gezeigt werden sollten.
Die Organisation trat unter anderem als Co-Sponsor einer vom Heartland Institute ausgerichteten Klimawandelleugnerkonferenz auf.